# 이영희 (1943년)
이영희(李永熙, 1943년 7월 19일 ~ 2016년 10월 20일)는 노동부 장관을 지낸 대한민국의 법학자이다.

## 출신 학교
- 서울대학교 행정학 학사
- 서울대학교 대학원 공법 석사
- 서울대학교 대학원 사회법 박사 (지도교수 김유성 (법학자))

## 논란
이영희는 중앙노동위원회 위원을 지냈다는 경력을 장관 청문회에 제출하여 논란이 되었다. 확인 결과 동명이인 이영희로 확인되었으나, 노동부는 노동부에서 경력을 조회할 때 직원이 실수를 했다고 해명하였다.